# Polpa di soia
La polpa di soia (in cinese 豆渣 o 豆腐渣T, dòu zhā o dòufu zhāP, in coreano 비지 o 콩비지?, biji o kongbijiLR, in giapponese: おから?, okara) consiste nelle parti insolubili dei fagioli di soia che rimangono dopo la macinatura e filtrazione degli stessi durante la preparazione di latte di soia e tofu. È un ingrediente che fa parte della cucina tradizionale giapponese, coreana, e cinese. Dal XX secolo la polpa di soia viene utilizzata anche nella cucina vegetariana in Occidente.

## Produzione
La polpa di soia è un derivato dalla produzione di tofu e salsa di soia. Si è stimato che nel solo Giappone nel 1983 ne siano state prodotte 70.000 tonnellate.
A causa dell'alta umidità e della forte concentrazione di sostanze nutrienti che contiene, la polpa di soia è soggetta a veloce deperimento, fenomeno che ne limita la diffusione commerciale.

## Composizione
L'umidità raggiunge l'80% del peso totale. La parte solida è composta da grassi tra l'8 e il 15%, fibra alimentare tra il 12 e il 14.5%, 24% di proteine. Tra le altre sostanze che contiene vi sono potassio, calcio e niacina.

## Usi
La maggior parte della polpa di soia prodotta su scala mondiale viene utilizzata come mangime per bovini e suini. Grazie alla sua alta concentrazione di azoto, una buona parte viene usata anche come fertilizzante e compost. Solo una piccola parte viene usata nella gastronomia.

### Gastronomia
È particolarmente insipida e fibrosa e non viene consumata da sola, ma viene usata come ingrediente per svariate pietanze. In Corea viene usata per il biji-jjigae o nelle guk.
In Giappone viene cucinata nel contorno chiamato unohana assieme a salsa di soia, mirin, carote, radici di bardana e funghi shiitake. Si usa anche nel tempeh, facendola marinare con funghi Rhizopus oligosporus,
Nella cucina dello Shandong, nella Cina orientale, si cucina a vapore una pasta bagnata di polpa di soia in blocchi.
Si aggiunge anche in prodotti da forno, come pane, biscotti e muffin, aumentandone la friabilità e la morbidezza.
Tra gli altri cibi in cui è talvolta usata come ingrediente, vi sono l'hamburger vegetariano, la salsiccia di soia e alcuni pâté.

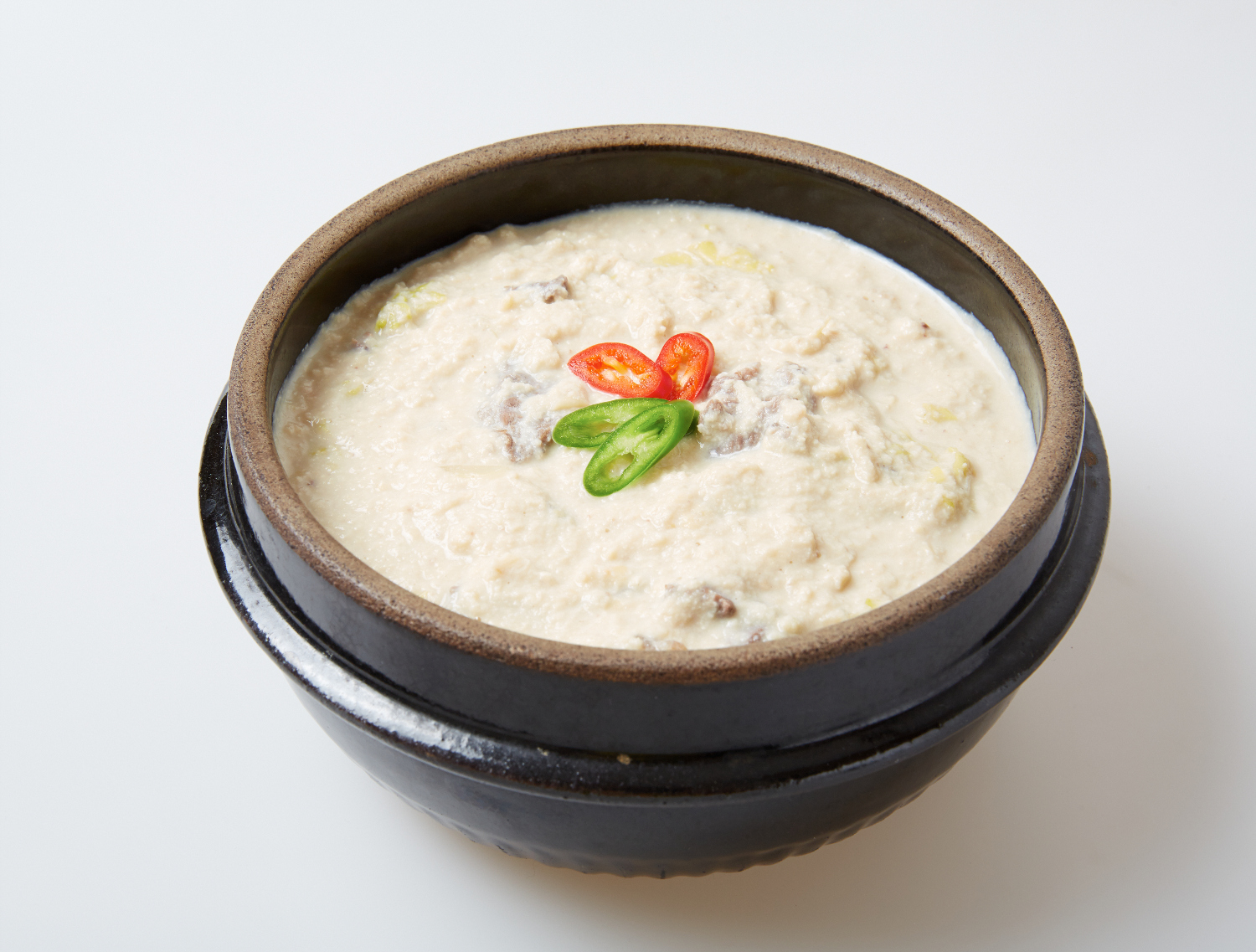
Biji-jjigae, stufato coreano di polpa di soia
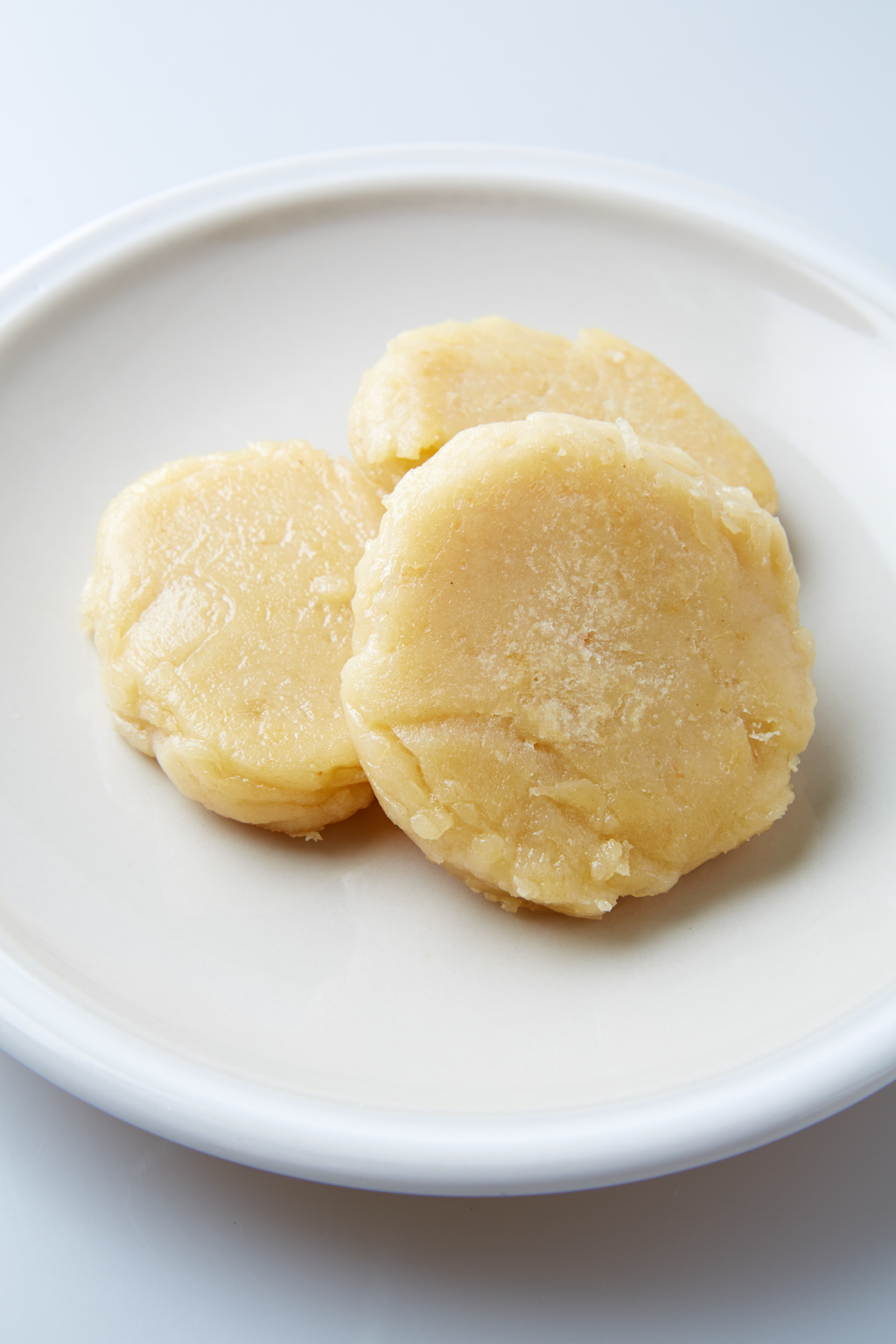
Bijitteok, tortini coreani di riso tteok e polpa di soia
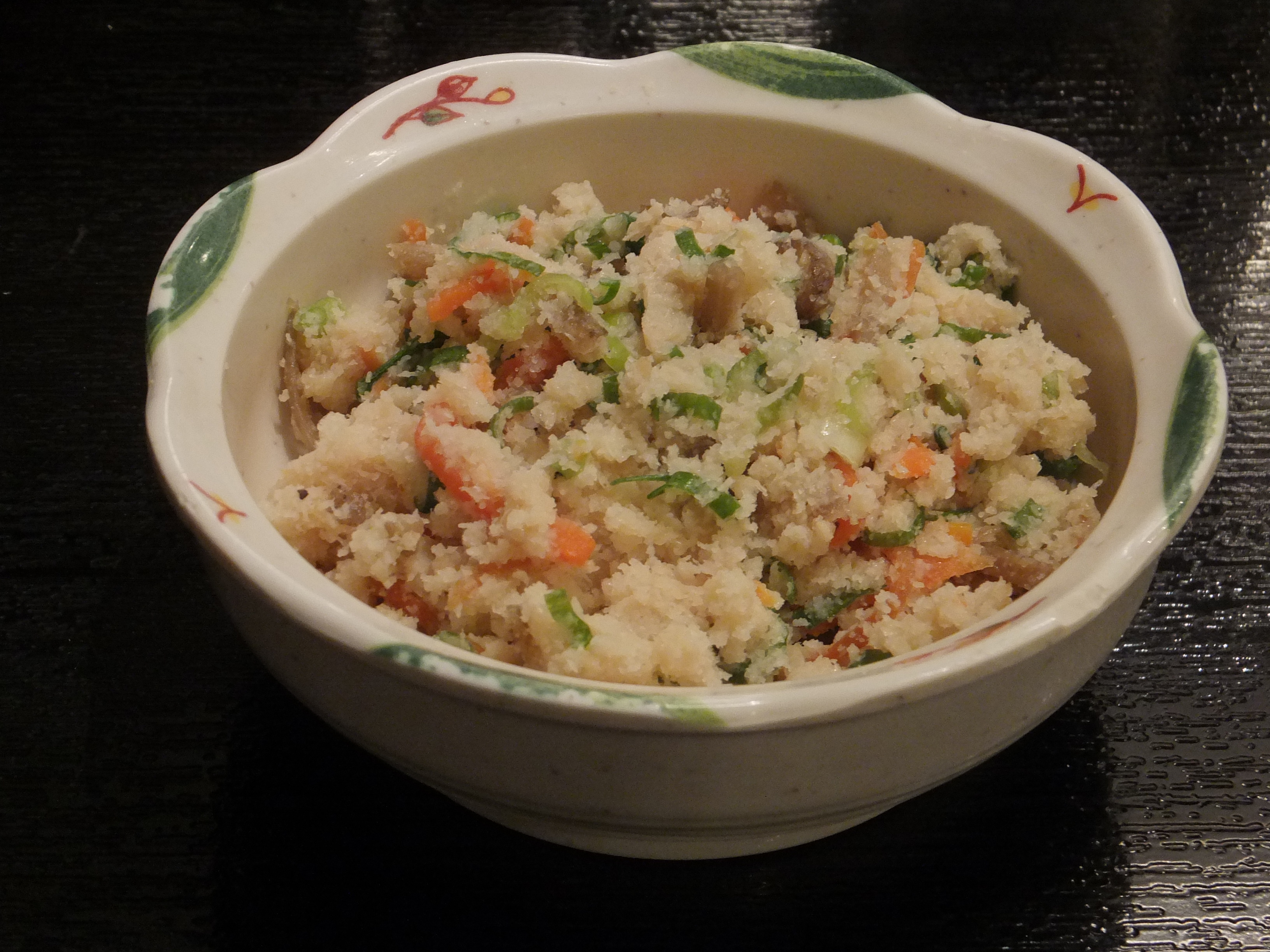
Unohana, tipico piatto giapponese
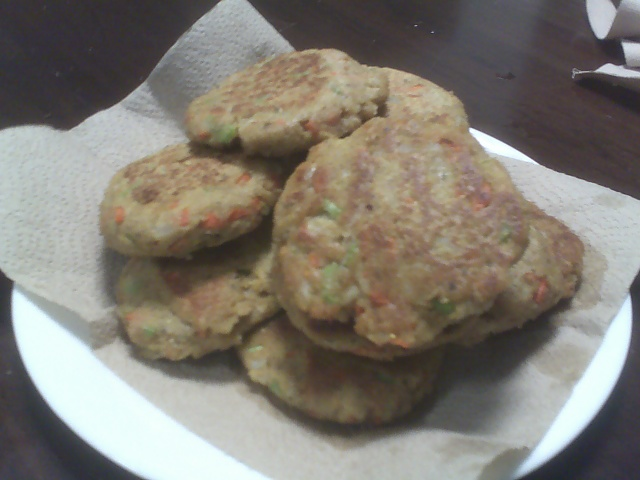
Hamburger vegetariani
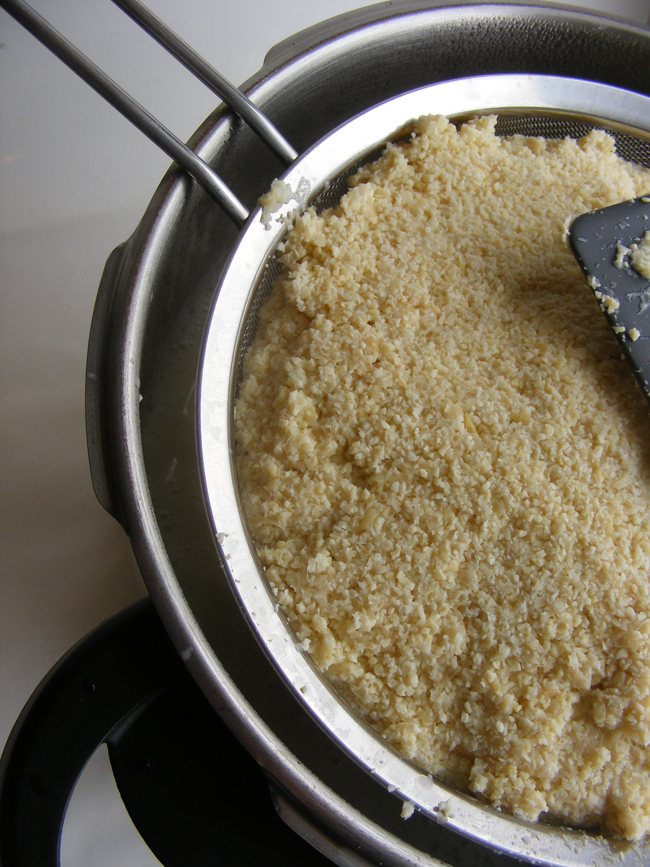
Polpa di soia in un setaccio

### Mangime
La polpa di soia si utilizza come mangime in fattorie situate in prossimità di fabbriche di tofu o latte di soia. È talvolta tra gli ingredienti di mangimi per animali da compagnia.

### Fertilizzante e compost
La polpa di soia viene anche sparsa nei campi destinati a coltura come fertilizzante naturale azotato, o aggiunta al compost per le sue sostanze organiche nutrienti e azotate.